# Eunotus gossypii
Eunotus gossypii är en stekelart som beskrevs av Jean Risbec 1951. Eunotus gossypii ingår i släktet Eunotus och familjen puppglanssteklar.
Artens utbredningsområde är Senegal. Inga underarter finns listade i Catalogue of Life.